# Полония (футбольный клуб, Слубице)
«Полония» Слубице (пол. Polonia Słubice) — польский футбольный клуб из города Слубице, выступающий в Окружной лиге, группа «Гожув-Велькопольский».

## История
Клуб был основан под названием «Котвица» (Слубице) (пол. Kotwica Słubice), в августе 1945 года. В 1954 году перешёл в общество Гвардия (пол. Gwardia Słubice). Через три года, когда общепольское общество «Гвардия» было распущено, сменил общество на «Огниво» (пол. Ogniwo Słubice). Однако местные власти были не заинтересованы участвовать в общепольском обществе, и в 1958 году был создан самостоятельный клуб «Одра» (Слубице) (пол. Odra Słubice). Ещё через год было принято решение об объединении обеих слубицких команд, Одры и Чарны, в один клуб СК «Слубичанка» (пол. KS Słubiczanka).
20 декабря 1966 года был воссоздан Между-заводской народный спортивный клуб «Одра» (пол. MLKS Odra Słubice), который просуществовал до 31 декабря 1977 года. 1 января 1978 года клуб перешёл под руководство промышленного объединения «Komes» и сменил название на Общественный народный спортивный клуб «Комес» (пол. MLKS Komes Słubice). Цвета клуба были изменены на оранжево-зелёно-гранатовые. 26 июня 1980 года из спортивного общества Комес была выделена в отдельное общество секция лёгкой атлетики под названием Народный спортивный клуб «Любуш» (Слубице) (пол. LKS Lubusz Słubice). 1 января 1983 года была также выделена секция женского гандбола, которая получила название Народный спортивный клуб «Оркан» (Слубице) (пол. LKS Orkan Słubice).
В сентябре 1986 году руководство промышленного объединения «Komes», направило руководству клуба письмо, в котором отказалось от дальнейшей поддержке клуба и отменило разрешение использовать название «Комес», начиная со следующего сезона. 9 апреля 1987 года собрание исполнительного руководящего комитета клуба, приняло решение изменить название клуба на Общественный народный спортивный клуб (Слубице) (пол. MLKS Słubice). В октябре 1993 года клуб получил статус городского и сменил название на Спортивный клуб «Полония» (Слубице) (пол. KS Polonia Słubice). В 1994 году был создан также и резервный состав.
В сезоне 1994/95 годов команда завоевала право на следующий сезон выступать в меж-региональном классе (V уровень лиг) и в первый раз выиграла воеводский кубок. После всего одного сезона (1995/96) в лиге М (V уровень), команда выиграла право играть в III лиге и впервые получил право играть в общепольском Кубке. В Кубке на начальном этапе команда в дополнительное время выбила второлиговую «Лехию» (Зелёна-Гура), затем, в первом раунде, одолела по пенальти третье-лиговую «Дискоболию», а во втором раунде проиграла 0:2 гожувскому «Стилону».
В феврале 1997 года клуб был включён в расходную часть городского бюджета и сменил название на Городской спортивный клуб «Полония» (Слубице) (пол. MKS Polonia Słubice). Сезон 1997/98 клуб закончил на 4 месте в III лиге, уступив лидеру 9 очков. Это достижение остаётся лучшим в истории клуба. В последнем своём сезоне в III лиге, 1999/2000, клуб занял 16 место и вылетел в IV любушскую лигу.
После трёх сезонов в IV лиге, команда сумела вернуться в III лигу по итогам сезона 2002/03. Однако в течение следующих трёх сезонов, команда не вылетала из III лиги только благодаря финансовым проблемам у других клубов, которые покидали лиги и позволяли остаться слубицкому коллективу. В сезоне 2006/07 Полония повторила своё наивысшее достижение, заняв 4 место, с отставанием от лидера на 14 очков. Сезон 2007/08 клуб закончил на 6 месте, благодаря чему сумел попасть в пореформенную III лигу, которая уже стала называться II. В следующем сезоне, уже в качестве команды II лиги, клуб занял последнее, 16 место, но вновь сумел спастись от вылета, по причине банкротства других клубов. В том же сезоне резервная команда клуба, игравшая в классе А, выиграла право подняться в Окружную лигу.
В сезоне 2009/10 годов, клуб наиболее успешно в своей истории, выступил в розыгрыше Кубка Польши. В предварительном раунде Полония разгромила III-лиговый «Химик» (Полице) со счётом 5:0. В первом раунде выбила III лиговую «Вармию» (Граево), со счётом 2:1. Во втором раунде Полония победила I лиговый клуб ГКС (Катовице), со счётом 3:1. Выйдя в 1/16 финала, клуб не сумел пройти дальше, уступив 2:1 представителю экстраклассы, «Пяст» (Гливице). В лиге в том сезоне клуб занял 12 место.
25 января 2011 года, после окончания осенней части чемпионата, руководство клуба подало просьбу о выходе из турнира III лиги. Это автоматически означало вылет клуба на 2 класса ниже, то есть в IV лигу. Что бы доиграть сезон, клуб сменил в Окружной лиге свой резервный состав. В сезоне 2011/12 клуб принял участие в IV лубушской лиге, где до середины сезона шёл на втором месте, но в итоге занял четвёртое. Сезон 2012/13 команда закончила на предпоследнем месте, вылетев таким образом в Окружную лигу. В начале сезона был подписан годичный контракт с клубом «Одра» (Правидло), который стал резервной командой Полонии и выступал в лиге А под названием «Полония II» (Слубице). По окончании сезона контракт не был продлён. Перед сезоном 2013/14 команда подписала соглашение об объединении с другим слубицким клубом «СКП» (Слубице), но это соглашение было расторгнуто, когда по итогам сезона клуб вылетел в лигу-А.
Сезон 2014/15 клуб играл в А-лиге, выиграв которую сумел вернуться в Окружную лигу группа «Гожув-Велькопольский».

## Достижения клуба
- Лучшее место в лиге — 4 место в III лиге — 1997/98, 2006/07.
- 1/16 финала Кубка Польши — 2009/10.
- Кубок Гожувского округа — 1994/95.
- Финалист окружного кубка — округ Гожув: 1993/94, 1995/96, 1996/97, 1999/2000; округ Любуш: 2003/04.

## Стадион
Домашние матчи Полония проводит на стадионе Слубицкого Центра Спорта и Отдыха (пол. Stadion Słubickiego Ośrodka Sportu i Rekreacji), находящимся на улице Спортовей № 1. Стадион вмещает 7 тысяч зрителей, из них 4 тысячи на сидячих местах. Поле стадиона имеет размер 105×60 метров.
Комплекс был построен в 1914—1927 годах и имел название «Остмаркштадион» (нем. Ostmarkstadion). Первоначально стадион строился как центральный спортивный центр правобережной части Франкфурта-на-Одере, Даммфорштадта. В 1927 году к стадиону продолжили ветку маршрута 2 франкфуртского трамвая.
22 апреля 1932 года на стадионе с речью после проигранных выборов, выступил Адольф Гитлер. В июне 1933 года на стадионе прошли празднества Штурмовых отрядов (СА).
Стадион неоднократно ремонтировался. В последний раз в 2009 году.

## Штаб команды
- Президент клуба — Анджей Мартыняк
- Вице-президенты — Артур Смоленский и Збигнев Савицкий
- Секретарь клуба — Леонард Петров
- Члены правления — Радослав Каминский, Лукаш Дунаевский, Кжыштоф Павлович, Ярослав Садовский, Кжыштоф Зеневич.
- Главный тренер команды — Анджей Выпих
- Руководитель команды — Януш Вардак

Известные тренеры
Збигнев Козловский
Роланд Геппнер (11-16 августа 2004)
Мариан Путыра (16-28 августа 2004)
Анджей Буский (28 августа-28 ноября 2004)
Славомир Найтковский (28 ноября 2004-10 мая 2005)
Роланд Геппнер (10 мая-1 июня 2005)
Рышард Марцинковский
Гжегож Капица
Марек Чернявский
Войцех Вонсикевич
Роберт Албанир Шыманський (2011—2012)
Лукаш Хейн (2012—2013)
Адам Мрозиньский (2013—2014)
Анджей Выпих (с июля 2014).

## Текущий состав команды
Сезон 2015/16
| №  |             | Поз. | Имя                   | Год рождения |
| -- | ----------- | ---- | --------------------- | ------------ |
| 23 | Флаг Польши | Вр   | Михал Мосица          | 1996         |
| 1  | Флаг Польши | Вр   | Мирослав Дембец       | 1987         |
| 33 | Флаг Польши | Вр   | Себастьян Махник      | 1988         |
| 2  | Флаг Польши | Защ  | Даниэль Милевский     | 1991         |
| 4  | Флаг Польши | Защ  | Давид Журавский       | 1996         |
| 5  | Флаг Польши | Защ  | Марцин Добрас         | 1980         |
| 16 | Флаг Польши | Защ  | Павел Гуровский       | 1988         |
| 6  | Флаг Польши | Защ  | Александр Дудзиньский | 1997         |
| 7  | Флаг Польши | Защ  | Радослав Каминьский   | 1977         |
| 15 | Флаг Польши | ПЗ   | Крыстиан Ясиньский    | 1997         |
| 3  | Флаг Польши | ПЗ   | Норберт Макуховский   | 1988         |
| 20 | Флаг Польши | ПЗ   | Кристиан Трачек       | 1977         |

| №  |             | Поз. | Имя                    | Год рождения |
| -- | ----------- | ---- | ---------------------- | ------------ |
| 22 | Флаг Польши | ПЗ   | Мацей Ловецкий         | 1999         |
| 10 | Флаг Польши | ПЗ   | Пшемислав Бегер        | 1979         |
| 19 | Флаг Польши | ПЗ   | Вальдемар Квасьневский | 1986         |
| 13 | Флаг Польши | ПЗ   | Бартош Роман           | 1993         |
| 14 | Флаг Польши | ПЗ   | Мариуш Гурай           | 1982         |
| 8  | Флаг Польши | ПЗ   | Войцех Зеневич         | 1996         |
| 17 | Флаг Польши | ПЗ   | Томаш Франсковяк       | 1988         |
| 9  | Флаг Польши | Нап  | Рафал Гроностай        | 1997         |
| 11 | Флаг Польши | Нап  | Лукаш Табака           | 1983         |
| 18 | Флаг Польши | Нап  | Кристиан Харемзга      | 1993         |
| 21 | Флаг Польши | Нап  | Томаш Крыда            | 1984         |